# 德莱托萨
德莱托萨，是西班牙埃斯特雷马杜拉卡塞雷斯省的一个市镇。总面积144平方公里，2001年普查人口總數為865人，人口密度為每平方公里6人。